# Munizip Adschdabiya
Adschdabiya (arabisch أجدابية Adschdābiya, DMG Aǧdābīya) ist ein ehemaliges Munizip, das im zentralen Norden der Libysch-Arabischen Republik nahe der Großen Syrte lag. Es ging bei der Verwaltungsreform 2007 in dem vergrößerten Munizip al-Wahat auf, wobei Adschdabiya Hauptort des neuen Munizips wurde.

## Geographie
Im ehemaligen Gebiet von Adschdabiya lebten 165.839 Menschen (Stand 2003), davon 84 Prozent (140.558 Einwohner, Stand 2006) in der gleichnamigen Hauptstadt Adschdabiya. Das Munizip umfasste eine Fläche von 91.620 km². Adschdabiya grenzt an das Mittelmeer und folgende ehemalige Munizipen:
- Munizip al-Hizam al-Achdar – Norden
- Munizip al-Wahat – Osten
- Munizip al-Kufra – Südosten
- Munizip al-Dschufra – Südwesten
- Munizip Surt – Westen